# Austrochorema pegidion
Austrochorema pegidion är en nattsländeart som beskrevs av Arturs Neboiss 1962. Austrochorema pegidion ingår i släktet Austrochorema och familjen Hydrobiosidae. Inga underarter finns listade i Catalogue of Life.